# 十二所の戦い
十二所の戦い（じゅうにしょ の たたかい）は、1868年（慶応4年）の戊辰戦争の一つの秋田戦争で、南部軍が久保田藩領の十二所（現、秋田県大館市）に侵攻して、南部軍（盛岡藩）と秋田軍（久保田藩）が交戦した戦闘の名称である。
秋田側は庄内藩との戦闘で兵員を欠いており、新式銃や砲の数も圧倒的に少なかった。また、戦国時代からの経緯があり、十二所と大館城の連携も欠いていた。南部側は圧倒的な兵員と新式銃・大砲で攻め込み占領地区を広げたものの、一時奇襲を受け撤退し戦力の拡充を図らなければならなくなった。この地区のすぐ北にあった津軽藩は、7月8日に奥羽列藩同盟を脱退していたものの、この戦闘にはあまり積極的な動きを取らなかった。

## 経緯
久保田藩境を守護する十二所の茂木筑後は、8月1日鹿角地方に多数の兵士が最新の銃をもち集結しつつあることをいち早く察知、久保田に使いを出し援軍を要請した。久保田藩は藩南部の庄内藩との戦闘のこともあり、この情報をあまり重視せず、1868年（慶応4年）8月5日、砲術所総裁であった須田政三郎を家老職にし、十二所に派遣させた。須田は商家出身兵や農兵、沿岸警備の兵など私兵20名を集め、8月8日十二所に到着した。結果的に、この急造部隊は通常の武士による部隊よりも活躍している
一方、家老楢山佐渡によって秋田征伐が決定した南部藩（盛岡藩）は8月8日夜、花輪御官所に銃隊、農兵、またぎ兵まで残らず集合させた。楢山佐渡は南部吉兵衛と共に花輪御官所の玄関に立ち、目付田中武左衛門が法令を読み渡した後、一同に御酒を下した。その後、南部兵は合図に合わせ一斉に繰り出した。楢山佐渡の本隊は土深井を目指し、石亀左司馬の隊は下新田に向かった。続いて南部吉兵衛の手勢の出陣式が行われた。また、毛馬内においては向井蔵人、桜庭祐橘などの諸隊が、9日丑の刻に毛馬内館二の丸南側の御官所前に勢揃いした。その場で参謀の太田練八郎より戦書の申し渡しが行われた。向井・桜庭隊は毛馬内館を未明に出陣し白根村から葛原に向かった。
久保田側には向井・桜庭隊が出発する一刻前に、十二所守将の茂木筑後あてに、楢山佐渡・向井蔵人連名の戦書が届けられていた。戦書は即答を要求していたが、茂木は再考を求めた書類を持たせた使者を出した。しかし、使者が帰途につくと使者に対して南部側から小銃による2発の銃撃が行われた。その銃撃に対抗する形で戦いの火ぶたが切られた。
南部軍の兵力は十二所街道の本道で515人、葛原口に600余人、別所街道に200余人であった。それに対する秋田側の総兵力は300人にも満たなかった。新式銃を装備する南部兵に対して、秋田側は火縄銃ばかりであり、その劣勢は明らかであった。
戦闘は午前8時に始まった。たちまちのうちに藩境の沢尻村は突破され、秋田兵は三階橋を挟んで交戦した。一度は備えを立て直し銃戦したが、南部方はつぎつぎと別手組を繰り出してきた。米代川対岸の葛原口でも、地蔵沢を越えて突入してきた向井・桜庭の両部隊が、十二所に迫っていた。また、別所集落方面からは石亀隊が迫っていた。戦闘わずか1時間あまりで秋田側は総軍退却を余儀なくされた。十二所兵はしんがりが須田部隊の野木馬之助の金輪五郎の両名で残る足軽を監励して木砲を打って打ち砕き十二所の本陣へ火をつけ、途中の大滝温泉にも火をつけ、岩瀬村まで撤退した。十二所勢は大館から応援に来ていた根本源三郎隊に撤退を連絡をせず、また大館城にも戦書を受け取ったことと戦闘開始を連絡していなかったため、後々物議をかもしている。大館城に情報が伝わったのは午前11時であった。楢山佐渡は、兵を三哲山に伏せ、本隊は沢尻村に宿陣した。
雪沢口から攻め込んだ南部藩の足沢内記・三浦五郎右衛門の部隊は、村々へ火をかけ文字どおり無人の野を行く進撃ぶりで、二の渡から一の渡岱へ到着し喚声をあげていた。大館城を目前とする距離であった。この地区の大館城の出丸ともいうべき鬼ケ城（現在、大館市茂内集落東方の一の渡橋を渡った地点の南側。杉林の中の空堀がある館跡）の争奪戦は9日夜から始まり、久保田兵は11日に南部方を追い払った。
庄内藩と対戦中で久保田藩応援に出撃中の、津軽藩対馬左衛門隊78名が途中から引返し11日夜から大館方へ加わった。奥羽列藩同盟を脱退した津軽藩にはさらなる応援要請が出され、津軽藩はこれに応じて10日鉄砲隊3小隊を碇ヶ関方面に派兵した。
南部兵は、11日午後4時に扇田村を占領して南部領とした。南部藩の編成は1040名にも及んだ。このとき、扇田村の住民は黒軍服に猩々緋の陣羽織を装った楢山佐渡を目撃している。一目で総大将と分かる壮麗な姿であった。十二所勢はこの日、暗夜を利用して隠密に行動を起し、南部の宿舎を襲い諸将を屠ろうとの奇策をめぐらしていた。扇田村の住民に南部兵を酒肴で歓待させ、酔いつぶれたところを一気に楢山佐渡の本陣を叩こうとするものである。楢山佐渡は扇田村住民から寿仙寺での酒食の接待を受けた。ところが、なぜか夜中から突如南部軍の移動が始まり、主力部隊は扇田神明社境内で宿営していた。12日午前4時に茂木筑後の十二所勢は「決死隊」240名を編成、南部側に奇襲をかけた。秋田軍の攻撃は扇田の村外れ倉下稲荷にいた南部軍の番兵を一掃することから始まった。倉下稲荷では7名のマタギ兵や農兵が死んでいる。次に秋特有の濃霧の中、本隊が駐屯する扇田神明社畷で戦闘は始まった。十二所勢のマタギ隊が探り撃ちの一斉射撃をして退くと、5・6人の南部兵が出たところで、十二所勢の鉄砲隊が狙い撃った。南部勢は四分五裂となると思われたとき、南部側から2名の勇士が現れ十二所側に突進した。槍の内田大内蔵と心眼流の達人の和井内捨蔵である。この2人が持ちこたえている間に南部兵は陣形を取り戻したが、2人は奮戦の末討ち死にした。戦闘は激戦となり、1刻程度で双方に多くの死傷者を出した（扇田神明社畷の戦い）。須田政三郎隊は人筏を組んで米代川を遡上し、神明社の上手に出て南部軍の退路を断つ構えをみせた。これにより、南部軍の本隊も危うかったが、花輪隊一番手等の奮戦により血路を開き辛くも脱出した。この戦いで十二所勢のあげた首級は13(討死16)、十二所側の死者数も13で、手負いは両軍で60余であった。
前日、楢山佐渡は酒は少しで、食事は十分にとるように兵に命令をし、十二所勢は予定の場所にいない敵の位置を探るのに手間取り、奇襲の効果が少なくなった。
扇田神明社畷の戦いに呼応して、米代川対岸でも大館勢により、小戦闘が行われたが、これが小戦闘に終わったのも十二所勢と大館城の連絡が悪いためということで、後々問題となった。この小戦闘では青柳外記（げき）が活躍している。青柳は槍の名手で、道場で槍を教えていた。活躍の内容は文献によって異なるが、堂々の名乗りの後に数人に傷を負わせ、桜庭祐橘隊の家士である伊藤文七に討ち取られた。青柳の活躍は両藩に感銘を与え、幾つかの記録が残されている。南部藩は青柳外記の首級に、金2両の回向料を附して久保田藩に送り返した。後に死亡した場所の近くに青柳の墓がつくられた。現在も、自動車道の建設によって移動させられているものの、その墓は残されている。
十二所勢は夜明けになると、後詰めの南部兵の応援を危惧し撤退した。また、南部兵も大きな被害を受け十二所口総隊の引揚げをおこなった。14日(?)大館城城代の佐竹大和と茂木筑後、須田政三郎は軍議を行った。連携を欠いていたので互いの持ち場を確認し、協同して防衛体制を取った。14日に津軽藩から鉄砲100挺、弾丸1万発の陣中見舞いが到達した。また、檜山から増援部隊が到着した。
18日、大葛金山へ南部藩が攻め込もうとしているという情報が入った。南部藩の鉱山で働いていた人夫が、故郷の村に情報を伝えたものであった。須田政三郎は兵500名、木砲、大砲各1門とともに大葛金山に向かった。
南部軍は突然の奇襲で撤退し体勢を立て直さざるを得なかった。このとき、南部藩は三戸や野辺地、雫石、函館から兵を集めた。ただ、雫石から兵を引き抜いたことは、後の生保内での戦闘に影響を及ぼしている。また、函館の南部兵は幕府・新政府からその守備を命じられていたものである。装備は最新鋭であったが、無断で引き抜いたため、後々このことが罪状の一つとして新政府に断罪されている。
18日増強した南部軍は本道を前進したが、増強した久保田軍に大滝村で猛烈な迎撃を受け、一時撤退し本隊を沢尻村に引いた。19日は雨で休戦となり、20日に再進撃することに決定した。
20日、南部兵は3000名の兵で侵攻してきた。十二所の本道・米代川右岸・山手の3方面から攻勢をかけ、特に本道では楢山佐渡本人が指揮をしていた。善知鳥坂の戦いに敗れた秋田側は扇田神明社に陣地を構築して抵抗していたが、総撤退となった。南部側は「12日早暁の神明社畷における敗戦は、村人の密告による秋田勢の急襲」と断定し、扇田村に火をつけた。本隊の一部を迂回させて、扇田村の下手から火をつけたものだった。扇田村は寄郷市川を含め400戸のうち、徳栄寺・寂光寺などわずか6戸を残し焼き払われた。その後、南部兵は扇田村を占領した。この戦いにただ1名の女軍夫山城ミヨが戦死している。山城ミヨは靖国神社女性第1号の祭神となった。
大葛金山方面では、南部軍は200余名で大葛を攻撃している。大葛は残さず焼き払われたが、その後須田隊からの奇襲を受け、大砲3丁が奪われ一時退却している。 久保田軍の須田隊は、一時砲を奪われるものの何とか大葛金山を防衛することができた。しかし、扇田が炎上している様子を山越しに見ると、退路を断たれることを恐れ、大葛から中野、板戸、坊山、脇神、鷹巣と2門の砲とともに撤退した。